# Élections municipales d'Halifax de 2024
 (mai 2024).
La mise en forme du texte ne suit pas les recommandations de Wikipédia : il faut le « wikifier ».
Les points d'amélioration suivants sont les cas les plus fréquents. Le détail des points à revoir est peut-être précisé sur la page de discussion.
- Les titres sont pré-formatés par le logiciel. Ils ne sont ni en capitales, ni en gras.
- Le texte ne doit pas être écrit en capitales (les noms de famille non plus), ni en gras, ni en italique, ni en « petit »…
- Le gras n'est utilisé que pour surligner le titre de l'article dans l'introduction, une seule fois.
- L'italique est rarement utilisé : mots en langue étrangère, titres d'œuvres, noms de bateaux, etc.
- Les citations ne sont pas en italique mais en corps de texte normal. Elles sont entourées par des guillemets français : « et ».
- Les listes à puces sont à éviter, des paragraphes rédigés étant largement préférés. Les tableaux sont à réserver à la présentation de données structurées (résultats, etc.).
- Les appels de note de bas de page (petits chiffres en exposant, introduits par l'outil «  Source ») sont à placer entre la fin de phrase et le point final[comme ça].
- Les liens internes (vers d'autres articles de Wikipédia) sont à choisir avec parcimonie. Créez des liens vers des articles approfondissant le sujet. Les termes génériques sans rapport avec le sujet sont à éviter, ainsi que les répétitions de liens vers un même terme.
- Les liens externes sont à placer uniquement dans une section « Liens externes », à la fin de l'article. Ces liens sont à choisir avec parcimonie suivant les règles définies. Si un lien sert de source à l'article, son insertion dans le texte est à faire par les notes de bas de page.
- La présentation des références doit suivre les conventions bibliographiques. Il est recommandé d'utiliser les modèles {{Ouvrage}}, {{Chapitre}}, {{Article}}, {{Lien web}} et/ou {{Bibliographie}}. Le mode d'édition visuel peut mettre en forme automatiquement les références.
- Insérer une infobox (cadre d'informations à droite) n'est pas obligatoire pour parachever la mise en page.

Pour une aide détaillée, merci de consulter Aide:Wikification.
Si vous pensez que ces points ont été résolus, vous pouvez retirer ce bandeau et améliorer la mise en forme d'un autre article.
Les élections municipales d'Halifax de 2024 ont lieu le 19 octobre 2024 pour élire des conseillers et un maire pour un mandat de quatre ans au Conseil régional d'Halifax. Des membres du Conseil scolaire acadien provincial sont également élus.

## Système électoral
Les conseillers, élus par les résidents de chacune des 16 circonscriptions électorales, et le maire, élu par tous les électeurs, sont choisis selon le système de scrutin majoritaire à un tour. Chaque district élit un conseiller; le candidat qui reçoit la majorité des suffrages remporte l'élection. Il n'y a pas de parti politique au niveau municipal en Nouvelle-Écosse.
De nouvelles limites de circonscription entrent en vigueur pour l'élection de 2024, remplaçant les limites qui ont été utilisées pour les élections de 2016 et de 2020, qui étaient entrées en vigueur le 1er novembre 2016.

## Synopsis
Le 19 octobre 2023, le conseiller de Bedford, Tim Outhit (district 16), élu pour la première fois en 2008, annonce qu'il ne se représentera pas.
Le 15 janvier 2024, à l'antenne de CityNews 95.7, les conseillers de la péninsule Waye Mason (district 7) et Lindell Smith (district 8) annoncent qu'ils ne se représenteront pas. Lindell Smith déclare qu'il a toujours eu l'intention de se limiter à deux mandats, tandis que Waye Mason envisage de briguer le poste de maire si Mike Savage décide de ne pas se représenter.
Le 13 février 2024, Mike Savage, élu pour la première fois en 2012, annonce qu'il ne briguera pas un quatrième mandat.

## Candidats élus

### Maire
Seize candidats sont en lice pour succéder à Mike Savage. Les mieux placés dans les sondages sont l'ancien député fédéral d'Halifax Andy Fillmore et deux conseillers sortants: Waye Mason et Pam Lovelace. Andy Filmore est élu.

### District 1: Waverley - Fall River - Musquodoboit Valley
La conseillère sortante, Cathy Deagle Gammon, est réélue.

### District 2: Lawrencetown - The Lakes - Chezzetcook - Eastern Shore
Le conseiller sortant David Hendsbee, qui avait été élu dans Preston - Chezzetcook - Eastern Shore, est réélu.

### District 3: Dartmouth South - Woodside - Eastern Passage
La conseillère sortante Becky Kent, qui avait été élue dans Dartmouth South - Eastern Passage, est réélue.

### District 4: Cole Harbour - Preston - Westphal - Cherry Brook
La conseillère sortante Trish Purdy, qui avait été élue dans Cole Harbour - Westphal, est réélue.

### District 5: Dartmouth Centre
Le conseiller sortant, Sam Austin, est réélu.

### District 6: Dartmouth East - Burnside
Le conseiller sortant Tony Mancini, qui avait élu dans Harbourview - Burnside - Dartmouth East, est réélu.

### District 7: Halifax South Downtown
Le conseiller sortant, Waye Mason, brigue sans succès le poste de maire. Laura White devient la conseillère du district 7.

### District 8: Halifax Peninsula North
Le conseiller sortant, Lindell Smith, n'est pas candidat à sa réélection. Virginia Hinch est élue.

### District 9: Halifax West Armdale
Le conseiller sortant, Shawn Cleary, est réélu.

### District 10: Halifax - Bedford Basin West
La conseillère sortante, Kathryn Morse, est réélue.

### District 11: Spryfield - Sambro Loop
La conseillère sortante, Patty Cuttell, qui avait été élue dans Spryfield - Sambro Loop - Prospect, est réélue.

### District 12: Timberlea - Beechville - Clayton Park - Wedgewood
La conseillère sortante, Iona Stoddard, est défaite par Janet Steele.

### District 13: Prospect Road - St. Margarets
La conseillère sortante, Pam Lovelace, qui avait été élue dans Hammonds Plains - St. Margarets, brigue sans succès le poste de maire. La nouvelle conseillère du district 13 est Nancy Hartling.

### District 14: Hammonds Plains - Upper Hammonds Plains - Lucasville - Middle & Upper Sackville
La conseillère sortante Lisa Blackburn, qui avait été élue dans Middle/Upper Sackville - Beaver Bank - Lucasville, ne se représente pas. Le nouveau conseiller du district 14 est John A. Young.

### District 15: Lower Sackville - Beaver Bank
Le conseiller sortant Paul Russell, qui avait été élu dans Lower Sackville, est défait par son unique opposant, Billy Gillis.

### District 16: Bedford - Wentworth
Le conseiller sortant, Tim Outhit, n'est pas candidat à sa réélection. Jean St-Amand est élu.